# El sonido de las cosas
El sonido de las cosas é um filme de drama costa-riquenho de 2016 dirigido e escrito por Ariel Escalante. Foi selecionado como representante de seu país ao Oscar de melhor filme estrangeiro em 2018.

## Elenco
- Liliana Biamonte - Claudia
- Fernando Bolaños - Santiago
- Claudia Barrionuevo - Catalina